# Севир (округ, Арканзас)
Севи́р (англ. Sevier County) — округ, расположенный в штате Арканзас, США с населением в 15 757 человек по статистическим данным переписи 2000 года. Столица округа находится в городе Де-Куин.
Округ Севи был образован 17 октября 1827 года, став шестнадцатым по счёту округом Арканзаса и получив своё название в честь сенатора США от Арканзаса Эмброуза Севира.
В округе Севир действует запрет на оборот алкогольной продукции, поэтому Севи входит в список так называемых «сухих» округов страны.

## География
По данным Бюро переписи населения США округ Севир имеет общую площадь в 1505 квадратных километров, из которых 1461 кв. километр занимает земля и 10 кв. километров — вода. Площадь водных ресурсов округа составляет от всей его площади.

### Соседние округа
- Полк — север
- Хауард — восток
- Хемпстед — юго-восток
- Литл-Ривер — юг
- Мак-Кертен, штат Оклахома — запад

## Демография

Диаграмма распределения населения округа по возрастным диапазонам. Данные переписи населения 2000 года

По данным переписи населения 2000 года в округе Севи проживало 15 757 человек, 4 223 семей, насчитывалось 5 708 домашних хозяйств и 6 434 жилых домов. Средняя плотность населения составляла человек на один квадратный километр. Расовый состав округа по данным переписи распределился следующим образом: 79,61 % белых, 4,94 % чёрных или афроамериканцев, 1,82 % коренных американцев, 0,13 % азиатов, 0,06 % выходцев с тихоокеанских островов, 1,61 % смешанных рас, 11,84 % — других народностей. Испано- и латиноамериканцы составили 19,72 % от всех жителей округа.
Из 5 708 домашних хозяйств в 36,40 % — воспитывали детей в возрасте до 18 лет, 59,30 % представляли собой совместно проживающие супружеские пары, в 10,00 % семей женщины проживали без мужей, 26,00 % не имели семей. 22,80 % от общего числа семей на момент переписи жили самостоятельно, при этом 11,00 % составили одинокие пожилые люди в возрасте 65 лет и старше. Средний размер домашнего хозяйства составил 2,73 человек, а средний размер семьи — 3,19 человек.
Население округа по возрастному диапазону по данным переписи 2000 года распределилось следующим образом: 28,20 % — жители младше 18 лет, 9,50 % — между 18 и 24 годами, 27,70 % — от 25 до 44 лет, 21,30 % — от 45 до 64 лет и 13,20 % — в возрасте 65 лет и старше. Средний возраст жителей округа составил 34 года. На каждые 100 женщин в округе приходилось 99,10 мужчин, при этом на каждых сто женщин 18 лет и старше приходилось 97,00 мужчин также старше 18 лет.
Средний доход на одно домашнее хозяйство в округе составил 30 144 долларов США, а средний доход на одну семью в округе — 34 560 долларов. При этом мужчины имели средний доход в 25 709 долларов США в год против 17 666 долларов США среднегодового дохода у женщин. Доход на душу населения в округе составил 14 122 долларов США в год. 14,40 % от всего числа семей в округе и 19,20 % от всей численности населения находилось на момент переписи населения за чертой бедности, при этом 26,90 % из них были моложе 18 лет и 14,20 % — в возрасте 65 лет и старше.

## Главные автодороги
- US 59
- US 70
- US 71
- US 371
- AR 24
- AR 27
- AR 41

## Населённые пункты
- Бен-Ломонд
- Де-Куин
- Гиллем
- Хорейшо
- Локсберг